# Hans Willam

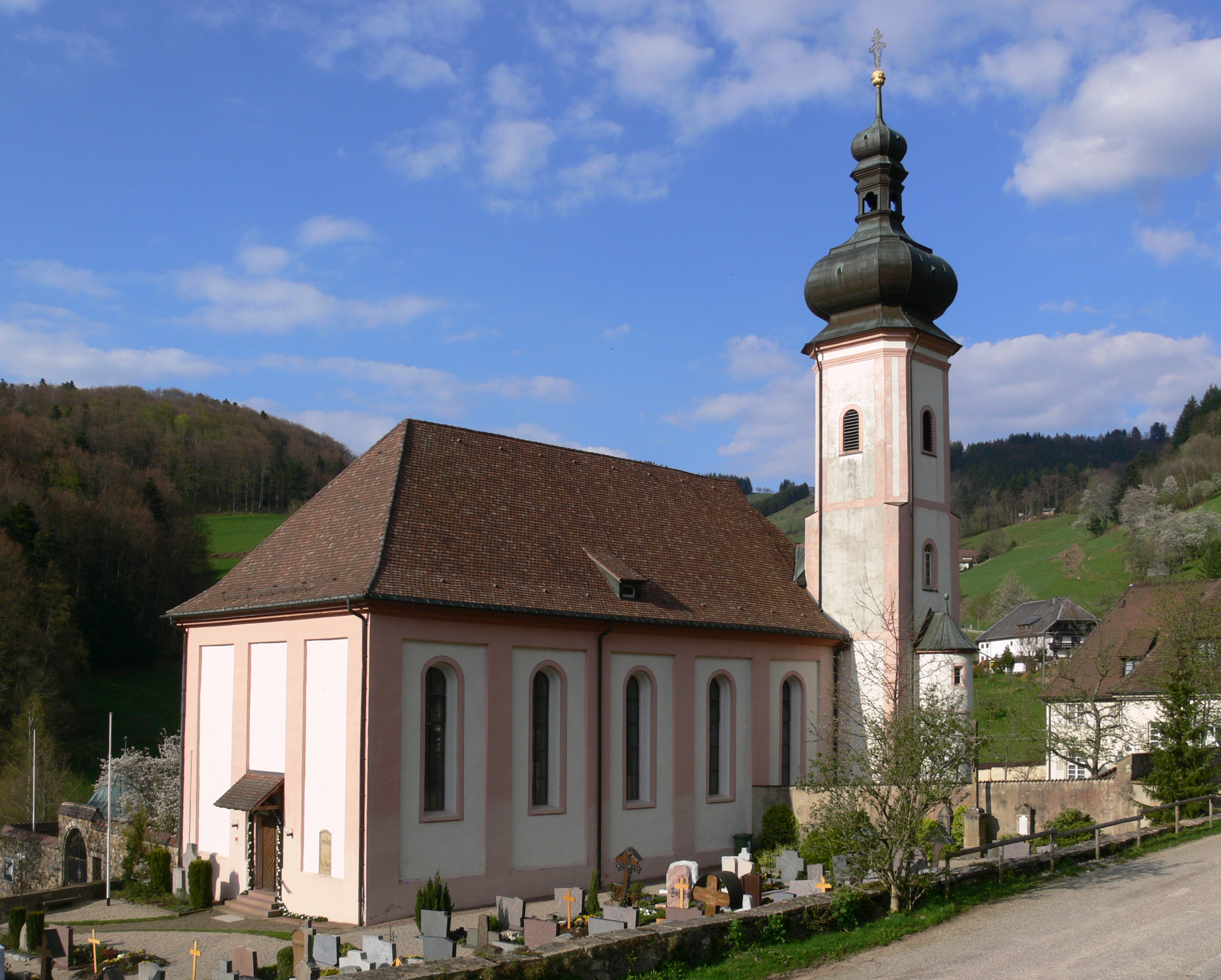
Prioratskirche St. Ulrich im Schwarzwald mit Willams Turm

Hans Willam (Johannes Willam; * 20. Februar 1702 in Au (Vorarlberg); † 15. Februar 1784 in St. Peter (Hochschwarzwald)) war als Maurer, Palier und Architekt ein Mitglied der Auer Zunft, einer Vereinigung von Bauhandwerkern und Baumeistern aus dem Bregenzer Wald in Vorarlberg. Nach den Familien Moosbrugger und Beer wird die Familie Willam in den Dokumenten zur Auer Zunft am dritthäufigsten genannt, nämlich 515 mal, und zählte 32 Meister. Von diesen war Hans der bedeutendste („Hans Willam VI“ nach Norbert Lieb – es gab mindestens acht dieses Namens).
Die erste nachweisbare Arbeitsstätte fand er im Kloster St. Peter auf dem Schwarzwald. Als Peter Thumb, gleichfalls aus der Auer Zunft, unter Abt Ulrich Bürgi (Abt von 1719 bis 1739) 1724 dort die Leitung des Neubaus übernommen hatte, machte er 1732 Hans Willam zu seinem Palier. Die Zusammenarbeit der beiden ging auch weiter, als – nach einer Baupause unter Abt Benedikt II. Wülberz (1739–1749) – Abt Philipp Jakob Steyrer (1749–1795) 1750 den Weiterbau in Angriff nahm. 1739 verpflichtete der Konvent Willam als Klosterbaumeister. Er arbeitete teils unter Thumb, teils, wenn Thumb ihm keine Arbeit zuweisen konnte, selbständig. „Ebenso zuverlässig und treu wie der ‚Architectus‘, der mit seiner Familie in einem St.-Petrischen Dienstgebäude wohnte und der St.-Petrisches Bürgerrecht besaß, waren auch die Bregenzer Maurer. Kaum hatte der Frühling auf den Schwarzwaldhöhen seinen Einzug gehalten, kamen sie aus ihrer Heimat zu neuem Werk, um im Herbst zu den Familien zurückzukehren. ... Häufig waren sie Gäste der Konventstafel.“ Im Menologium Sancti Petri erhielt Willam einen ehrenden Nachruf. Sein einziger Sohn wurde Mönch im Kloster.
Außer zum Kloster trug Willam zu folgenden Bauten bei:
- Prioratskirche St. Ulrich im Schwarzwald, kleinere Arbeiten, 1742;[4]
- Pfarrkirche St. Peter und Paul in Freiburg-Kappel, selbständige Leistung, 1746–1747;[5]
- Prioratskirche St. Fides und Markus in Sölden (Schwarzwald), Umgestaltung, 1752;[6]
- Zehntscheuer, Kelter und Pfarrhaus der evangelischen Kirchengemeinde Schallstadt-Wolfenweiler, selbständige Leistung, 1759 bis 1759;
- Jakobuskapelle in Stegen-Eschbach, selbständige Leistung, 1758, nicht mehr vorhanden;
- Jakobuskapelle auf dem Friedhof von Oberrimsingen, selbständige Leistung, 1959;
- Wallfahrtskirche auf dem Lindenberg in St. Peter (Hochschwarzwald), selbständige Leistung, 1761; die Kirche wurde 1787 abgerissen, und aus dem Abrissmaterial wurde 1789–1790 die Pfarrkirche St. Jakobus (Stegen-Eschbach) neu errichtet;
- Pfarrkirche St. Nikolaus in Waldau, selbständige Arbeit, 1762;[7]
- Turm der Prioratskirche St. Ulrich im Schwarzwald, selbständige Leistung, 1763 bis 1765; vorher besaß die Kirche nur einen Dachreiter, der anschließend der Söldener Kirche aufgesetzt wurde.[6]